# Ernst Haeberlin
Ernst Justus Haeberlin (Francoforte sul Meno, 19 giugno 1847 – Francoforte sul Meno, 5 dicembre 1925) è stato un giurista e numismatico tedesco.
Oltre alla sua occupazione ha guidato vaste ricerche e spedizioni numismatiche. Nel 1906 è stato un cofondatore della società della Frankfurter Numismatische Gesellschaft, la Società Numismatica di Francoforte. La sua collezione di monete è andata dispersa dopo la sua morte, solo la parte dell'Aes grave è entrata nel Gabinetto Numismatico del Museo di Stato di Berlino.
È l'autore del più noto studio sulla monetazione fusa dell'Italia antica.

## Opere
- Aes Grave. Das Schwergeld Roms und Mittelitaliens einschließlich der ihm vorausgehenden Rohbronzewährung, Halle, 1910.
- Zum Corpus numorum aeris gravis: Die Systematik des ältesten Römischen Münzwesen. Berlino. "Münzblätter", 1905